# Road House (película de 2024)
Road House (también conocida en Hispanoamérica como: "El duro") es una película de acción estadounidense dirigida por Doug Liman, a partir de un guion de Anthony Bagarozzi y Chuck Mondry. Es una nueva versión de la película homónima de 1989. El largometraje está protagonizado por Jake Gyllenhaal, Daniela Melchior, Conor McGregor y Billy Magnussen. Joel Silver produjo la película, como hizo con la original.
Road House tuvo su estreno mundial en South by Southwest el 8 de marzo de 2024 como película de la noche de apertura, y su estreno estuvo programado por Amazon MGM Studios a través de Prime Video el 21 de marzo de 2024. 

## Trama
Un exluchador de peso mediano de UFC, Elwood Dalton, termina aceptando un trabajo que le ofrece Frankie, dueña de un bar en los Cayos de la Florida, Road House, donde las cosas no son lo que parecen.

## Reparto
- Jake Gyllenhaal como Elwood Dalton.
- Daniela Melchior como Ellie.
- Billy Magnussen  como Ben Brandt.
- Jessica Williams[3] como Frankie.
- Darren Barnet como Sam.
- Conor McGregor como Knox.
- J. D. Pardo como  Dell.
- Arturo Castro como Moe.
- Joaquim de Almeida como sheriff "Big Dick".
- Lukas Gage como Billy.
- Hannah Love Lanier como Charlie.
- Travis Van Winkle como Dex.
- B. K. Cannon como Laura.
- Dominique Columbus como Reef.
- Beau Knapp como Vince.
- Robert Menery como Jack.
- Kevin Carroll como Stephen.
- Jay Hieron  como Jax "Jetway" Harris.
- Austin Post como Carter.

## Producción

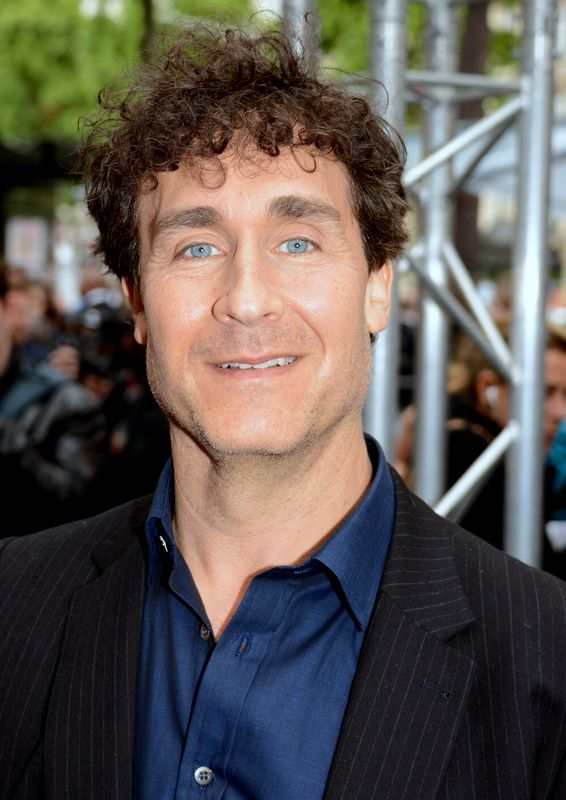
Doug Liman en París en el estreno francés de «Al filo del mañana»

### Desarrollo
En noviembre de 2013, Metro-Goldwyn-Mayer Pictures comenzó el desarrollo de la obra con Rob Cohen dirigiendo y Michael Stokes como guionista.  En septiembre de 2015, Cohen y Stokes abandonaron el proyecto, mientras que Ronda Rousey fue elegida para el papel principal.  Se proyectaba que el rodaje comenzaría en algún momento del año siguiente.  El mes siguiente, Nick Cassavetes se embarcó en la película como escritor y director.  Posteriormente, el proyecto quedó en suspenso hasta noviembre de 2021, cuando MGM inició otro intento, con Jake Gyllenhaal como protagonista y Doug Liman como director. El estudio dio prioridad a la película a pesar de los compromisos de Gyllenhaal y Liman con The Covenant y Everest, respectivamente.  Se inició la búsqueda de un nuevo guionista para revisar un borrador anterior de Anthony Bagarozzi y Chuck Mondry.  En agosto de 2022, Sheldon Turner había entregado una reescritura del guion.  Al final, Bagarozzi y Mondry recibieron el crédito del guion final, y el crédito de la historia se le otorgó al dúo y al escritor de la historia original, David Lee Henry. 

### Casting
Road House se estrenó en South by Southwest el 8 de marzo de 2024 como película de la noche de apertura, y su estreno se programó para Amazon MGM Studios a través de Prime Video el 21 de marzo de 2024. 
El proyecto recibió luz verde oficialmente en agosto de 2022 por parte de Amazon Studios,  que había comprado MGM cinco meses antes.  Daniela Melchior, Billy Magnussen, Conor McGregor, Gbemisola Ikumelo, Lukas Gage, Hannah Love Lanier, Travis Van Winkle, BK Cannon, Arturo Castro, Dominique Columbus, Beau Knapp y Bob Menery se agregaron al elenco junto a Gyllenhaal.   Joaquim de Almeida, Darren Barnet, Kevin Carroll y JD Pardo se sumaron al elenco a finales de mes.  En junio de 2023, Jessica Williams reveló que tiene un papel en la película. 

### Rodaje
El rodaje comenzó en República Dominicana el 23 de agosto de 2022.   El 3 de marzo de 2023, Gyllenhaal filmó una escena con el exluchador de Ultimate Fighting Championship Jay Hieron luego del pesaje ceremonial de UFC 285 en el MGM Grand Garden Arena en Las Vegas, Nevada- La escena se realizó frente a los fanáticos que asistieron a los pesajes e incluyeron al presidente de UFC, Dana White, al locutor jugada por jugada Jon Anik y otro personal habitual del evento de UFC.  Se filmó una escena de huelga con Gyllenhaal durante un intermedio del evento. 

## Música
Volker Bertelmann iba a componer la banda sonora de la película.  En enero de 2024, se anunció que Bertelmann abandonaba el proyecto, siendo sustituido por Christophe Beck como compositor de la película. 

## Estreno
Road House se lanzó en los Estados Unidos mediante transmisión en Prime Video por Amazon MGM Studios el 21 de marzo de 2024.  Liman escribió un artículo editorial en Deadline Hollywood criticando a Amazon por evitar el estreno de la película en cines después de comprar MGM y anunciar una inversión de mil millones de dólares para estrenar en cines entre 12 y 15 películas al año. Escribió que no asistiría al estreno de la película en South by Southwest el 8 de marzo de 2024 en protesta. 